# Il secolo finale
Il secolo finale è un saggio scritto da Martin Rees nel 2003 e pubblicato in Italia da Arnoldo Mondadori Editore.

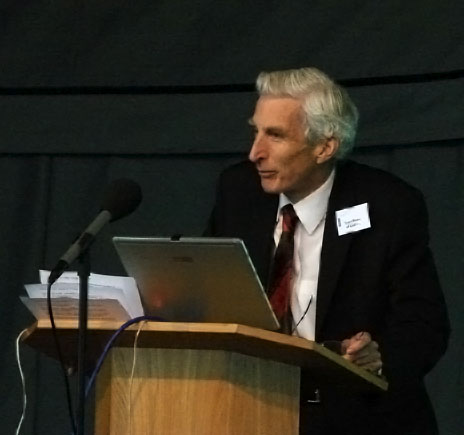
Martin Rees, autore de Il secolo finale

Il titolo completo originale è: Our Final Hour. A Scientist's Warning: How Terror, Error, and Environmental Disaster Threaten Humankind's Future In This Century - On Earth and Beyond.

## Sintesi
In questo libro, diviso in 14 capitoli a cui è aggiunta una sezione di note finale, Martin Rees tratta scientificamente una serie di argomentazioni relative alla possibilità che la razza umana si estingua entro il XXI secolo e alla parallela probabile estinzione e/o distruzione della vita animale e vegetale.
Tutti gli argomenti vengono esposti con metodo rigorosamente scientifico e sono avvalorati da constatazioni reali relative ai vari comportamenti sociali, politici, militari ed industriali tenuti dell'uomo, quali guerre, terrorismo, esperimenti etc, ma l'autore prende in considerazione anche ipotesi su eventuali catastrofi naturali.
Il tutto viene trattato con considerazioni evoluzionistiche e storiche, accompagnate dall'analisi della situazione attuale, nonché infine da possibili evoluzioni comportamentali future associate allo sviluppo delle tecnologie della biologia, del nucleare, della fisica, della robotica, dell'informatica, delle attività spaziali ecc.
Vengono così ipotizzate tutte le più probabili situazioni e relative possibili complicazioni con molteplici variabili, sempre con analisi ed ipotesi di carattere teorico e scientifico.
Infine viene presa in considerazione la possibilità che la continuità della vita possa essere garantita da viaggi spaziali e colonizzazioni di altri pianeti, anche con l'ausilio di robot autoreplicanti che possano rendere favorevoli le condizioni di sopravvivenza in ambienti e habitat ostili e non adatti alla vita biologica.

## Capitoli
Tutti i capitoli tranne che prologo ed epilogo sono introdotti da ulteriori brevi prologhi.

### II - Sfide tecnologiche
La scienza del ventunesimo secolo potrebbe modificare gli esseri umani, non solo il loro modo di vivere.
Una macchina superintelligente potrebbe rivelarsi l'ultima invenzione compiuta dall'uomo.

### III - L'orologio dell'apocalisse -È stata pura fortuna sopravvivere così a lungo?
La guerra fredda ci ha esposto a rischi più gravi di quanto la maggior parte di noi avrebbe voluto.
Il pericolo di una catastrofe nucleare incombe tuttora su di noi, ma i danni che può portare la nuova scienza sono ancora più gravi.

### IV - I pericoli del nuovo millennio -Terrore ed errore
Entro vent'anni il bioterrorismo o un bioerrore potrebbero uccidere un milione di persone.
Cosa lascia presagire questa prospettiva per i prossimi decenni?

### V - Come difendersi
Quanti pochi individui dotati di capacità tecniche possono minacciare l'intera società umana, la rinuncia alla privacy può costituire il prezzo minimo per mantenere la sicurezza.
Ma una società trasparente sarebbe sufficiente a garantire la sicurezza?

### VI - Rallentare la scienza?
Le scienze del ventunesimo secolo offrono brillanti prospettive, ma presentano anche un lato oscuro. Le restrizioni etiche alla ricerca o l'abbandono di tecnologie potenzialmente pericolose sono difficili da accettare e più ancora da attuare.

### VII - Calamità naturali -Impatti di asteroidi
Il rischio di collisioni di grandi asteroidi è maggiore di quello di incidenti aerei, ma i pericoli crescenti creati dall'uomo sono molto più inquietanti di qualsiasi calamità naturale.

### VIII - Minacce dell'uomo alla Terra
I cambiamenti ambientali indotti dall'uomo, ancora poco conosciuti, potrebbero produrre rischi più gravi delle calamità naturali rappresentate da terremoti, eruzioni vulcaniche e impatti di asteroidi.

### IX - Rischi estremi -La scommessa di Pascal
Non è difficile immaginare che alcuni esperimenti potrebbero mettere in pericolo l'intero pianeta. Affinché tali esperimenti siano autorizzati, quanto prossimo allo zero dovrebbe essere il rischio dichiarato?

### X - I filosofi dell'apocalisse
Il pensiero puro è in grado di indicare se gli anni dell'umanità sono contati?

### XI - Fine della scienza
È possibile che qualche Einstein del futuro superi le attuali teorie di tempo, spazio e micromondo. Ma le scienze olistiche della vita e della complessità presentano misteri che la mente umana non potrà mai comprendere del tutto.

### XII - Il nostro destino ha un significato cosmico?
Le considerazioni avverse alla comparsa (e sopravvivenza) della vita complessa potrebbero essere talmente tante che la Terra risulta l'unica dimora di intelligenza cosciente nella nostra intera Galassia.  Se così fosse, il nostro destino avrebbe un valore di portata davvero cosmica.

### XIII - Oltre la Terra
Se sonde e robot si diffonderanno in tutto il sistema solare, saranno seguiti da qualche essere umano? Comunità umane fuori dalla terra, se mai esisteranno, saranno fondate da pionieri individualisti disposti a correre qualsiasi rischio. I viaggi che si spingano oltre al sistema solare sono una prospettiva molto più remota, postumana.

## Curiosità
- In questo libro, di cui è noto che la prima edizione è stata pubblicata nel 2003, vengono ipotizzati una serie di eventi catastrofici sia naturali che conseguenti alle problematiche strettamente connesse ai comportamenti dell'uomo. Due di questi in particolare riguardano i due eventi molto più probabilmente accadibili nel XXI secolo quali i previsti catastrofici terremoti di Los Angeles e di Tokyo con profonde successive ripercussioni a carattere economico ed ambientale anche a livello internazionale. Quello di Tokyo si è praticamente già avverato con ampio anticipo nel marzo del 2011 anche se spostato di poco poiché accaduto a ca 300 km più a nord della costa del Giappone con le catastrofiche conseguenze dei relativi tsunami e del disastro nucleare di Fukushima causati dal terremoto e maremoto del Tōhoku.

## Edizioni
- Martin Rees, Il secolo finale. Perché l'umanità rischia di autodistruggersi nei prossimi cento anni, traduzione di Valentina Pecchiar, Saggi, Milano, Arnoldo Mondadori Editore, 2004,  p. 213. ISBN 88-045-2678-5; ISBN 978-88-045-2678-0
- (EN) Martin Rees, Our final hour. A scientist's warning: how terror, error, and environmental disaster threaten humankind's future in this century--on Earth and beyond, New York, Basic Books, 2003,  p. 228. ISBN 0-465-06862-6; ISBN 978-04-650-6862-3